# 멜로즈 (스코티시보더스)

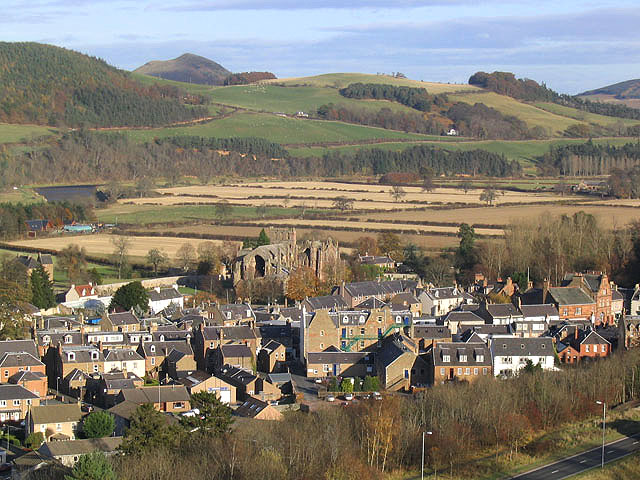

멜로즈(Melrose)는 스코티시보더스의(역사적으로는 록스버러셔의) 작은 마을이다.

## 스포츠
멜로즈는 7인제 럭비의 탄생지이며 럭비 유니언 팀 멜로즈 RFC가 위치해있는 곳이기도 하다.

## 축제
멜로즈는 현재 해마다 보더스 북 페스티벌(Borders Book Festival)을 열고 있으며 6월에 열린다. 주최 게스트로는 마이클 페일린, 저메인 그리어 등이 참여했다.

## 저명한 출신 인물
- 아서왕
- 월터 스콧 경